# BMW Motorrad Italia
BMW Motorrad Italia è la divisione italiana di BMW Motorrad, che schiera una sua squadra in alcune serie di competizioni motociclistiche.

## Storia
Nel 2010 ha partecipato alla Superstock 1000 FIM Cup con Ayrton Badovini e Daniele Beretta, portando al debutto nella categoria la BMW S1000 RR. Badovini ha ottenuto il titolo piloti con tre gare d'anticipo rispetto al termine della stagione, vincendo nove delle dieci gare in calendario, realizzando anche otto pole position e con 245 punti avanza di 98 punti il secondo classificato.
Nel 2011 si sposta di categoria gareggiando nel campionato mondiale Superbike con il riconfermato Ayrton Badovini e con James Toseland. Continua la sua partecipazione anche nella coppa del Mondo Superstock 1000 con Sylvain Barrier e Lorenzo Zanetti. In corso di stagione, a causa del grave infortunio incorso a James Toseland, è stato ingaggiato in sua sostituzione Lorenzo Lanzi a partire dal GP di Misano.
Nel 2012 nel mondiale Superbike viene riconfermato Ayrton Badovini, che viene affiancato da Michel Fabrizio. I risultati stagionali vedono entrambi i piloti andare a podio in gara 1 al GP di Silverstone, con Michel Fabrizio all'undicesimo posto della classifica iridata e Ayrton Badovini al 12º.
Nel 2014 la squadra gareggia con una motocicletta in configurazione EVO, ingaggiando Sylvain Barrier; ma il pilota francese salta i primi sei GP poiché rimane coinvolto in un incidente stradale, a seguito del quale viene ricoverato in gravi condizioni e sottoposto ad un intervento chirurgico per ridurre le numerose fratture facciali riportate. Nella prima prova stagionale il sostituto è Glenn Allerton, e successivamente Leon Camier per i cinque gran premi seguenti. A circa metà stagione Barrier esordisce in campionato e si porta al 15º posto nella classifica iridata a fine stagione.
Nel 2015 il team inizia la stagione con Sylvain Barrier salvo poi sostituirlo, all'indomani della gara Thailandese, con l'italiano Ayrton Badovini che totalizza 102 punti e si piazza dodicesimo in classifica piloti. Non partecipa all'edizione 2016 del Campionato mondiale Superbike né alla Superstock 1000 FIM Cup.